# Лукьянчук, Павел Олегович
Па́вел Оле́гович Лукьянчу́к (укр. Павло Олегович Лук’янчук; 19 мая 1996, Запорожье, Украина) — украинский футболист, защитник клуба ЮКСА.

## Клубная карьера
Павел родился в Запорожье. Футболом начал заниматься в местной академии «Металлурга». Первый тренер футболиста — Николай Николаевич Сеновалов.
Перед сезоном 2011/12 перешёл в академию киевского «Динамо». В ДЮФЛУ выступал за киевлян и «Металлург».
В начале 2013 года был включён в заявку «Динамо». 23 апреля 2013 года, в матче с «Карпатами» из Львова, завершившемся победой со счётом 4:1, дебютировал в юношеском чемпионате Украины. 28 сентября, игрой с «Ворсклой», дебютировал в молодёжном чемпионате Украины. Встреча завершилась поражением со счётом 1:2. В сезонах 2015/16 и 2016/17 становился победителем молодёжного чемпионата Украины.
Летом 2017 года на правах годичного арендного соглашения перешёл в донецкий «Олимпик». Первый матч на профессиональном уровне провёл 16 июля 2017 года в матче-открытии чемпионата Украины против «Александрии». Встреча завершилась победой — 2:0.
По окончании аренды вернулся в Киев, после чего в начале 2018 года игрока арендовал «Верес» из города Ровно.

## Карьера в сборной
С 2012 года выступает за сборные Украины различных возрастов. Участник юношеских чемпионатов Европы.